# Reptielen Amfibieën Vissen Onderzoek Nederland
De stichting Reptielen Amfibieën Vissen Onderzoek Nederland, afgekort RAVON, is een Nederlandse non-profitorganisatie die zich bezighoudt met inheemse reptielen, amfibieën en vissen en hun leefgebieden. De stichting is gevestigd in Nijmegen en Amsterdam.
Bij deze organisatie werken beroepskrachten en zijn circa 4.000 vrijwilligers actief.
De stichting heeft ten doel:
- de studie en bescherming van de Nederlandse reptielen, amfibieën en vissen,
- de bevordering van natuur- en milieubescherming in algemene zin.

RAVON maakt deel uit van de netwerkorganisatie SoortenNL, een samenwerkingsverband van negen soortenorganisaties, ook wel Particuliere Gegevensbeherende Organisaties(PGO's) genoemd.